# 狂野飙车8：极速凌云
《狂野飙车8：极速凌云》是一款在iOS、Android、Windows 8、Windows 10、Windows Phone 10、Windows Phone 8、BlackBerry 10平台上发行的竞速游戏。游戏由Gameloft开发并发行。游戏在2013年8月22日在iOS和Android平台上首次发售。游戏有超过188辆赛车供玩家操控，玩法与前作《狂野飙车7：极速热力》相似。游戏上市后受到了很好的评价。

## 游戏性

玩家在威尼斯中驾驶法拉利F430，使用氮气到红色位置才能使用完美氮气。

《狂野飙车8：极速凌云》的玩法类似于前作，游戏支持快速比赛、季度赛、本地联机、联网对战几种游戏模式。游戏在前作的基础上新增了传染赛和门柱飘移赛的单人游戏模式。游戏沿用了过去的操控方式，玩家可以使用倾斜面板转向、点击左右荧幕转向，或是使用虚拟方向盘转向。《狂野飙车8》沿用了狂野飙车系列的特色氮气加速器，氮气加速器可以使玩家的车辆获得短时间速度的提升，但会不断消耗氮气值。游戏还支持Twitch视频播放功能，这是首款支持Twitch视频播放功能的iOS游戏。

### 赛车
《狂野飙车8：极速凌云》含有包括兰博基尼 Veneno、藍寶堅尼Aventador LP、藍寶堅尼Aventador SV、藍寶堅尼Gallardo LP、藍寶堅尼Coutach 25th Anniversary、布加迪威龙、法拉利 FXX Evoluzine以及帕加尼Zonda R、帕加尼Huayra BC在内的超过188辆赛车，保時捷亦首度出現在系列中。
在最新的更新裡，甚至出現了皮卡丘。

### 赛道
《狂野飙车8：极速凌云》有18个赛道，每個賽道除了正、反向的2條賽道，還有許多的變化版本，能夠走不同的路線。
僅有正反2條賽道的地圖包括：
- 内华达
- 东京
- 冰岛
- 法属圭亚那
- 阿爾卑斯山脈
- 圣迭戈港口
- 第8區
- 巴塞隆納
- 威尼斯
- 蔚蓝海岸(原名為摩納哥)

含有2條以上賽道的地圖包括：
- 伦敦(3)
- 長城(6)
- 特内里费(4)
- 里约热内卢(4)
- 杜拜(4)
- 巴塔哥尼亚(4)
- 慕尼黑地鐵(4)
- 第51區(4)
- 外西凡尼亞(4)
- 月面升空(4)
- 泰拉9(4)

### 玩法
狂野飆車不同於其他的賽車遊戲，就是因為它有許多不同的遊戲模式。前面說過，遊戲過程中能夠使用氮氣加速器。獲得氮氣的方法有許多種：破壞其他車手的車輛、使用特技(水平螺旋、桶滾等)、獲得賽道上的氮氣增益、漂移、清除障礙物...。但是高速的撞上其他車手的車輛、牆壁會導致車輛損毀，之後會在損毀地點稍微後退的地方復活。
每個賽道(包含變化賽道)都有不同的玩法，主要的玩法有：
1. 經典賽：就如一般的賽車遊戲，用各式各樣的車輛得到第一名。
2. 傳染賽：玩法比較特別。開始比賽的一段時間(熱身時間)過後，落後(最後一名)的車手會變成綠色，成為「被傳染的車手」。被傳染的車手會擁有無限氮氣，但是會出現計時器，時間到之後就會爆炸(傳染超載)。爆炸的情況相當於損毀，但該車手會復原，不會再次爆炸，直到被另一名被傳染的車手撞上或者是撞上其他被傳染的車手。被傳染的車手可以藉由破壞其他車手的車輛、得到賽道上的氮氣增益來延長到爆炸的時間。
3. 淘汰賽：開始比賽的一段時間後，最後一名的車手計時器會變成紅色。計時器的時間到後該車手會爆炸(淘汰)，將不會再次復活。
4. 撞擊賽：主要玩家有兩個，一為玩家，另一個為電腦。此遊戲模式就是要在有限時間內，盡可能破壞其他電腦的車輛。如果比賽時間結束後，玩家撞擊的數量比電腦多，就贏得該比賽，反之亦然。
5. 對抗賽：機制與經典賽相同，但是只有兩個車手：玩家與電腦。其餘玩法與經典賽相同。

## 评价
《狂野飙车8》受到了评论家一致的好评。游戏在Metacritic的基于18个评分的汇总评分中得到了91分的高分（满分一百分），GameRankings基于13个评分给出了92.38%的汇总评分。
TouchArcade给出了5分的满分，称《狂野飙车8》是狂野飙车系列的“顶峰之作”。编辑被游戏中新的图像性能和空中飞跃动作所吸引。他说道“iOS平台已经成为伟大赛车游戏的天堂，而《狂野飙车8》看起来是其中最伟大的游戏”。AppSpy的编辑James Gilmour同样给出了5分的满分。他赞扬游戏的操控性，卡车的安排，赛车和更新。 MacLife编辑Andrew Hayward 给出了5分满分。他认为这部作品将会是成为这类赛车游戏中最好的一部。148Apps打出了4.5分（满分5分）并评论道游戏带领狂野飙车系列走向了一个新的高度。 Gamezebo的编辑同样打出了4.5分（满分5分）。Pocket Gamer 在10分中打出了9分，还给出了“金奖”的评价。他称赞道：“街机式赛车套装游戏，真是出类拔萃。”
IGN的编辑则认为这款游戏不是特别精彩，给出了7.8的分数。他虽然同样赞扬了游戏的画质和游戏性，但批评了游戏的内置购买系统。